# Bernard Faure (universitaire)
Pour les articles homonymes, voir Faure et Bernard Faure.
Bernard Faure (né en 1948) est un historien des religions et japonologue français, spécialiste du bouddhisme chán.

## Biographie
Docteur ès lettres et sciences humaines de l’Université Paris 4-Sorbonne (1984), il a enseigné à l'Université Cornell à New York, ainsi qu'à l'université Stanford en Californie. En 2008, il devient professeur au département des langues et civilisations d'Asie à l’Université Columbia, New York.

## Ouvrages
- Le Traité de Bodhidharma. Première anthologie du bouddhisme Chan, (trad. et commentaire), Le Mail, 1986 ; Paris, Le Seuil, coll. « Points Sagesses », 2000.
- La Vision immédiate. Nature, éveil et tradition selon le Shôbôgenzô, (trad. et commentaire de cinq chapitres du Shôbôgenzô de Dôgen) Le Mail, 1987.
- La Volonté d'orthodoxie dans le bouddhisme chinois, Paris, Éditions du CNRS, 1988.
- Le Bouddhisme Ch'an en mal d'histoire, Genèse d'une tradition religieuse dans la Chine des T'ang, Paris, École Française d'Extrême-Orient, 1989.
- (en) The Rhetoric of Immdediacy. A Cultural Critic of the Chan/Zen Tradition, Princeton, Princeton University Press, 1991.
- (en) Chan Insights and Oversights. An Epistemological Critique of the Chan Tradition, Princeton, Princeton University Press, 1993.
- (en) The Power of Denial. Buddhism, Purity and Gender, Princeton, Princeton University Press, 2003
- Sexualités bouddhiques: entre désirs et réalités, Le Mail, 1994 ; Flammarion, coll. « Champs », 2005.
- La Mort dans les religions d'Asie, Paris, Flammarion, coll. « Dominos », 1994.
- Le Bouddhisme, Paris, Flammarion, coll. « Dominos », 1996.
- Bouddhisme, Paris, Liana Levi, 1997.
- Bouddhismes, philosophies et religions, Paris, Flammarion, coll. « Champs », 2000. [compte rendu].
- Bouddhisme et Violence, Paris, Le Cavalier bleu, 2008.
- L'Imaginaire du zen : l'univers mental d'un moine japonais, Paris, Les Belles Lettres, 2011.
- Le bouddhisme. Tradition et modernité,  Paris, Le Pommier, 2015.
- (en) The Fluid Pantheon. Gods of Medieval Japan, vol. I Honolulu, University of Hawaii Press, 2015
- (en) Protectors and Predators. Gods of Medieval Japan, vol. I Honolulu, University of Hawaii Press, 2015
- Les mille et une vies du Bouddha, Paris, Seuil, 2018.
- Idées reçues sur le bouddhisme, Paris, Le Cavalier bleu, 2020, 3e éd.